# Maria Urszula od św. Bernardyna Bourla
Maria Urszula od św. Bernardyna Bourla, (fra.) Marie-Ursule de Saint-Bernardin (świeckie Hyacinthe-Augustine-Gabrielle) (ur. 6 października 1746, zm. 17 października 1794 w Valenciennes) – błogosławiona Kościoła katolickiego, męczennica, ofiara prześladowań antykatolickich okresu francuskiej rewolucji.
Maria Urszula od św. Bernardyna Bourla była siostrą zakonną z klasztoru urszulanek w Valenciennes. Śluby zakonne złożyła w 1779.
Aresztowana została z grupą sióstr prowadzących działalność wychowawczą i wyrokiem trybunału rewolucyjnego została skazana na śmierć i zgilotynowana. 
Przed egzekucją wybaczyła swoim katom przez ucałowanie rąk, a na szafot wzorem męczenników wczesnochrześcijańskich weszła odważnie i z pogodą.
Wspominana jest w dzienną rocznicę śmierci.
Proces informacyjny w diecezji Cabrai toczył się od 15 listopada 1900 do marca 1903. Dekret o braku wcześniejszego publicznego kultu Służebnicy Bożej (non cultu ) ogłoszony został 27 listopada 1907, a dekret o męczeństwie 6 lipca 1919.
Beatyfikacji Marii Urszuli od św. Bernardyna Bourla dokonał 13 czerwca 1920 papież Benedykt XV w grupie Męczennic z Valenciennes.